# Winston Duke
Pour les articles homonymes, voir Duke.
Winston Duke est un acteur trinidadien, né le 15 novembre 1986 à Tobago.
Après une série de rôles secondaires à la télévision, c'est au cinéma qu'il se fait connaître lorsqu'il intègre l'univers cinématographique Marvel afin d'interpréter le personnage de M'Baku qui apparaît notamment dans les longs métrages suivants : Black Panther (2018), Avengers: Infinity War (2018), Avengers: Endgame (2019) et Black Panther : Wakanda Forever (2022).
Parallèlement, il profite de cette nouvelle notoriété pour jouer dans des films tels que Us (2019) et Spenser Confidential (2019). Le 4 septembre 2023, il obtient la nationalité rwandaise.

## Biographie

### Jeunesse et formation
Né à Argyle, à Trinité-et-Tobago, il a déménagé à Rochester, New York, à l'âge de neuf ans.
Il est allé à l'école avec Jenna Marbles. Il s'inscrit à l’école de théâtre de l'Université Yale et y rencontre Lupita Nyong'o. 
Il est diplômé en arts. 

### Carrière

#### Débuts télévisuels et révélation au cinéma
Il fait ses débuts, en 2014, en jouant dans un épisode de la populaire série policière New York, unité spéciale. 
Entre 2014 et 2015, il décroche son premier rôle récurrent, celui d'un chef de gang, en intégrant la série d'espionnage Person of Interest pour une poignée d'épisodes.
Entre 2015 et 2016, il s'ensuit plusieurs apparitions dans des séries installées comme The Messengers, Major Crimes et Modern Family. 
Puis, il est choisi pour incarner l'un des personnages principaux du blockbuster attendu, Black Panther, réalisé par Ryan Coogler et commercialisé en 2018. Cette super production reçoit un accueil critique dithyrambique en plus d'un large succès commercial. Il intègre ainsi l'univers cinématographique Marvel et se fait connaître du grand public. Son personnage, M'Baku, est le chef d'une des tribus du Wakanda qui s'oppose à ce que la panthère noire monte sur le trône. Ce rôle lui permet de remporter le prix de la révélation masculine lors des Black Reel Awards ainsi que le Screen Actors Guild Award de la meilleure distribution avec les autres acteurs. 
Il est amené à rejouer ce personnage dans les films Avengers: Infinity War, Avengers: Endgame et Black Panther : Wakanda Forever.
Le 13 février 2019, il annonce aux côtés de Logan Browning, révélée par Dear White People, les nominations du 50e anniversaire des NAACP Image Awards. Cette cérémonie récompense les professionnels de la communauté afro-américaine depuis 1967. L'acteur est d'ailleurs en lice dans la catégorie meilleur acteur secondaire et meilleure révélation grâce à son rôle dans Black Panther. 

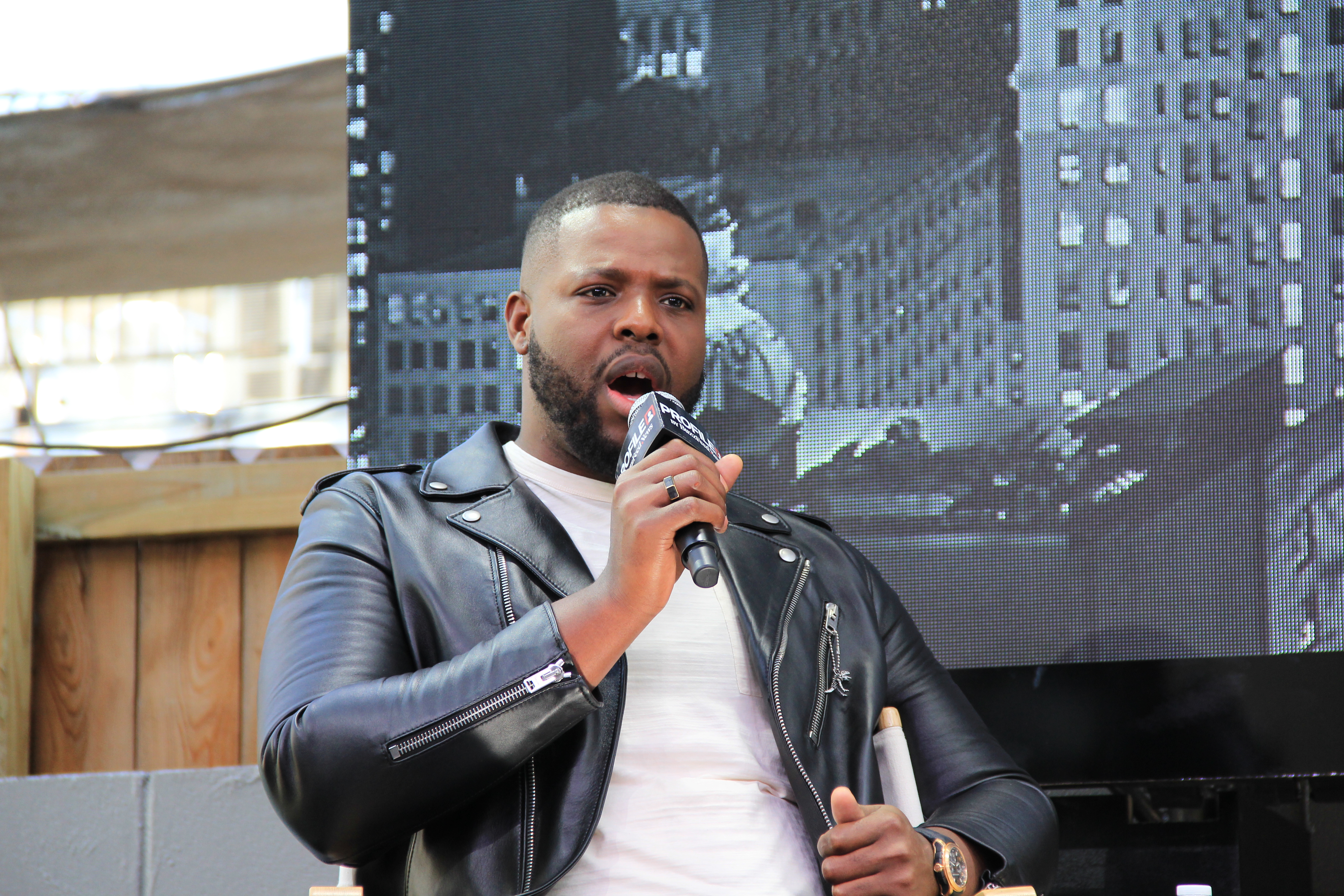
En 2019, pour la promotion dUs.

Il profite de cette nouvelle notoriété pour jouer le premier rôle masculin dans Us. Seconde réalisation de Jordan Peele, révélé par Get Out, ce film d'horreur lui permet de redonner la réplique à Lupita Nyong'o avec qui il partage la vedette. Ensuite, il est à l'affiche du film d'action Wonderland de Peter Berg, aux côtés de Mark Wahlberg. Diffusé par Netflix, il s'agit d'une adaptation du personnage de détective privé Spenser créé par l'écrivain Robert B. Parker et ensuite repris par Ace Atkins. 
Toujours en 2019, il rejoint l'association professionnelle des Oscars du cinéma. Une année qui signe aussi un record historique en matière de parité pour cette prestigieuse institution d'Hollywood.  
Il est ensuite annoncé que l'acteur rejoignait le film fantastique Nine Days (en) du réalisateur Edson Oda aux côtés de Bill Skarsgård, Zazie Beetz et Benedict Wong. Dans le même temps, il obtient un des premiers rôles du thriller Heroine, celui du voisin sombre et mystérieux d'une jeune femme fraîchement emménagée dans un quartier dont le but est de prendre un nouveau départ. 
Puis, il accepte le premier rôle de la série Swagger, produite par Kevin Durant, attendue sur la plateforme Apple TV+.

## Filmographie

### Cinéma
- 2018 : Black Panther de Ryan Coogler : M'Baku
- 2018 : Avengers: Infinity War d'Anthony et Joe Russo : M'Baku
- 2019 : Us de Jordan Peele : Gabe Wilson / Abraham
- 2019 : Avengers: Endgame d'Anthony et Joe Russo : M'Baku
- 2020 : Spenser Confidential de Peter Berg : Hawk
- 2020 : Nine Days (en): Will
- 2022 : Black Panther: Wakanda Forever de Ryan Coogler : M'Baku
- 2024 : The Fall Guy de David Leitch :  Dan Tucker

### Télévision
- 2014 : New York, unité spéciale : Cedric Jones (saison 15, épisode 16)
- 2014 - 2015 : Person of Interest : Dominic / Mini (7 épisodes)
- 2015 : The Messengers : Zahir Zakaria (3 épisodes)
- 2015 : Major Crimes : Curtis Turner (1 épisode)
- 2016 : Modern Family : Dwight (3 épisodes)
- prochainement[Quand ?] : Swagger : Ike

## Distinctions
Sauf indication contraire ou complémentaire, les informations mentionnées dans cette section proviennent de la base de données IMDb.

### Récompenses
- Black Reel Awards 2019 : meilleure révélation masculine pour Black Panther
- 25e cérémonie des Screen Actors Guild Awards 2019 : meilleure distribution pour Black Panther

### Nominations
- MTV Movie & TV Awards 2018 : Meilleur combat pour Black Panther, nomination partagée avec Chadwick Boseman
- Gold Derby Awards 2019 : meilleure distribution pour Black Panther
- 50e cérémonie des NAACP Image Awards 2019 : 
  - meilleur acteur dans un second rôle pour Black Panther
  - meilleure révélation dans un film pour Black Panther

## Voix francophones
En version française, Winston Duke est doublé exceptionnellement par Mohad Sanou dans Spenser Confidential, Frantz Confiac dans Person of Interest et Claudio Dos Santos dans Us. Asto Montcho le double dans l'univers cinématographique Marvel et The Fall Guy.